# Monegros Desert Festival
Monegros Desert Festival es un festival de música electrónica que se celebra en España, en el desierto de los Monegros (Huesca), entre las poblaciones de Candasnos y Fraga.
Se centra en géneros como el techno, el electro, bass music o el drum and bass, así como también el hip-hop. Es organizado por la productora Enter Group, con sede en Barcelona, propiedad de la familia Arnau, dueña de la discoteca fragatina Florida 135.
Hasta 2014, fecha en la que dejó de celebrarse durante varios años, contó en las últimas ediciones con una afluencia media de unas 40.000 personas.
En 2022, tras la cancelación de las ediciones de 2020 y 2021 por la pandemia de COVID-19, volvió a celebrarse congregando a más de 55.000 personas.

## Historia
El festival, que comenzó como una reunión de los clientes habituales del club Florida 135, se celebró por primera vez en 1994 bajo el nombre de Monegros Desert Rave y se reunieron 250 personas. En 1995 no tuvo lugar y en 1996 pasó a denominarse Groove Parade. A partir de entonces, tuvo lugar anualmente hasta 2014, creciendo año a año y convirtiéndose en la rave de referencia de la península. En dicho año llegó a congregar a 42.000 asistentes.
En 2004 (10.ª edición), cambió su denominación de Groove Parade por la de Monegros Desert Festival.
En 2011, hubo una gran polémica debido a la incorporación de David Guetta al festival, ya que suponía un cambio radical con el estilo de música característica del festival. En la edición de 2014 (20.ª edición), volvió a producirse una polémica similar debido a la incorporación de Steve Aoki o Skrillex.
Tras estas críticas, en 2015, se anunció el cambio de nombre del festival volviéndose a llamar Groove Parade. Se trataría de una vuelta a sus 'orígenes', pero con una duración de dos días. Sin embargo, se canceló ante el riesgo de obtener una sentencia negativa de un pleito que una minoría de la propiedad entabló contra la familia hacía un par de años.
Por otra parte, en junio de 2015, se celebró una versión del festival en Italia. Tras la muerte de un joven producida por una agresión, se canceló a las pocas horas de su inicio.
En septiembre de 2019, se anunció la vuelta del festival para 2020. La pandemia de COVID-19 hizo que se retrasara dicha vuelta en primer lugar para el año 2021 y, posteriormente, para 2022. Finalmente, en 2022 (21ª edición), volvió a celebrarse congregando a más de 55.000 personas.